# Петро Мишковський (гетьман)

Герб Яструбець

Пйотр (Петро) Мишковський гербу Ястребець (пол. Piotr Myszkowski; біля 1450 / 1454 — після 11 жовтня 1505) — польський шляхтич, воєначальник та урядник Корони Польської.

## Біографія
Син Миколая з Мишковиць «Старшого», молодший брат освенцимського каштеляна Яна.
3 травня 1499 король:
- призначив його командувачем оборони поточної. На цій посаді П. Мишовський був визнаний винним у шахрайстві. 1500 року Ян I Ольбрахт позбавив його уряду[1].
- надав посади львівського та генерального руського старост з вимогою організації оборони від нападів татар, турків.

Прибув до Галичини (Русі) в червні 1499, заклав зміцнений табір під Буськом із залогою 1500 вояків, сам проводив час у Львові, Белзі, впорядковуючи юридичні справи відповідно до службових обов'язків. Під час нападу татар у липні перебував на сеймику в Белзі, на чолі 1100 вояків кинувся їм навздогін, але без успіху. Через безгрошів'я серед вояків почався протест, погіршилася дисципліна. Безуспішно намагався зміцнити наймане військо посполитим рушенням.
Посади (уряди): польний гетьман коронний у 1499–1501 рр., воєвода ленчицький з 1501, воєвода белзький з 1499, каштелян освенцимський (1484—1489), велюньський (1489—1494), розпшанський (1494—1497), новосандецький з 1498 року. Староста львівський, генеральний руський.
Був власником, зокрема, міста Вадовиць.